# Agrypon laevifrons
Agrypon laevifrons är en stekelart som beskrevs av Dasch 1984. Agrypon laevifrons ingår i släktet Agrypon och familjen brokparasitsteklar. Inga underarter finns listade i Catalogue of Life.